# صقر (اسم)
صقر ( العربية: صقر  ( صقر ) صقر اسم عربي -ولقب. من الشخصيات البارزة التي تحمل هذا الاسم:

## الاسم الأول

### صقر
- صقر الجروشي، ضابط عسكري ليبي
- صقر غباش، سياسي إماراتي
- صقر بن محمد القاسمي (حوالي 1920–2010)، أمير، حاكم رأس الخيمة
- صقر بن محمد بن صقر القاسمي (توفي عام 2007)، أحد أفراد عائلة القاسمي الحاكمة
- صقر بن سلطان القاسمي (1924–1993)، أمير، حاكم الشارقة (1951 إلى 1965)
- صقر بن زايد آل نهيان (1887–1928)، حاكم أبوظبي الثالث

### ابن صقر
- أحمد بن صقر القاسمي رئيس دائرة الجمارك والموانئ البحرية في رأس الخيمة
- خالد بن صقر القاسمي ( 1958-2003 )، ولي العهد السابق ونائب حاكم رأس الخيمة
- سلطان بن صقر القاسمي (1781–1866)، شيخ القواسم

### بنت صقر
- أسماء بنت صقر القاسمي (2008 - 2013)، شاعرة إماراتية

## اسم العائلة

### صقر (Sakr)
- أنطوان صقر، لاعب كرة قدم لبناني
- عبد الكريم صقر (1918–1994)، لاعب كرة قدم مصري
- حبيب أبو صقر، أكاديمي لبناني ماروني
- جوزيف صقر (1939-1997)، مغني شعبي وشعبي وممثل مسرحي لبناني
- كارول صقر (مواليد 1969)، مغنية لبنانية
- ليلى شيرين صقر (مواليد 1971)، المعروفة باسمها المستعار VJ Um Amel، وهي فنانة ومنظرة إعلامية رقمية مصرية أمريكية
- نعومي صقر، أستاذة جامعية ومؤلفة ومتحدثة عامة بريطانية
- عقاب صقر (مواليد 1975)، صحفي وسياسي لبناني
- باسكال صقر (مواليد 1964)، مغنية لبنانية
- ياسر صقر (مواليد 1977)، مصارع يوناني روماني مصري هاوٍ

### صقر (Saqr)
- عبد المجيد صقر (مواليد 1955)، وزير الدفاع المصري
- أحمد الصقر (مواليد 1970)، لاعب كرة قدم لبناني
- إتيان صقر (مواليد 1937)، زعيم قومي لبناني من أقصى اليمين
- إيهاب صقر، يُعتقد أنه نسق تفجير السفارة المصرية في إسلام آباد عام 1995
- محمد صقر (مواليد 1981)، لاعب كرة قدم قطري
- محمد جمال صقر (مواليد 1966)، كاتب وأكاديمي وشاعر مصري